# رأس المال المتحرك
رأس المال المتحول أو المتحرك (Transference Capital)، وهو جزء من رأس المال الذي يدفع مقابل قوة العمل على شكل أجور للعمال، ويأتي النمو الرأسمالي عن طريق رأس المال المتحرك.